# 少女まんが館

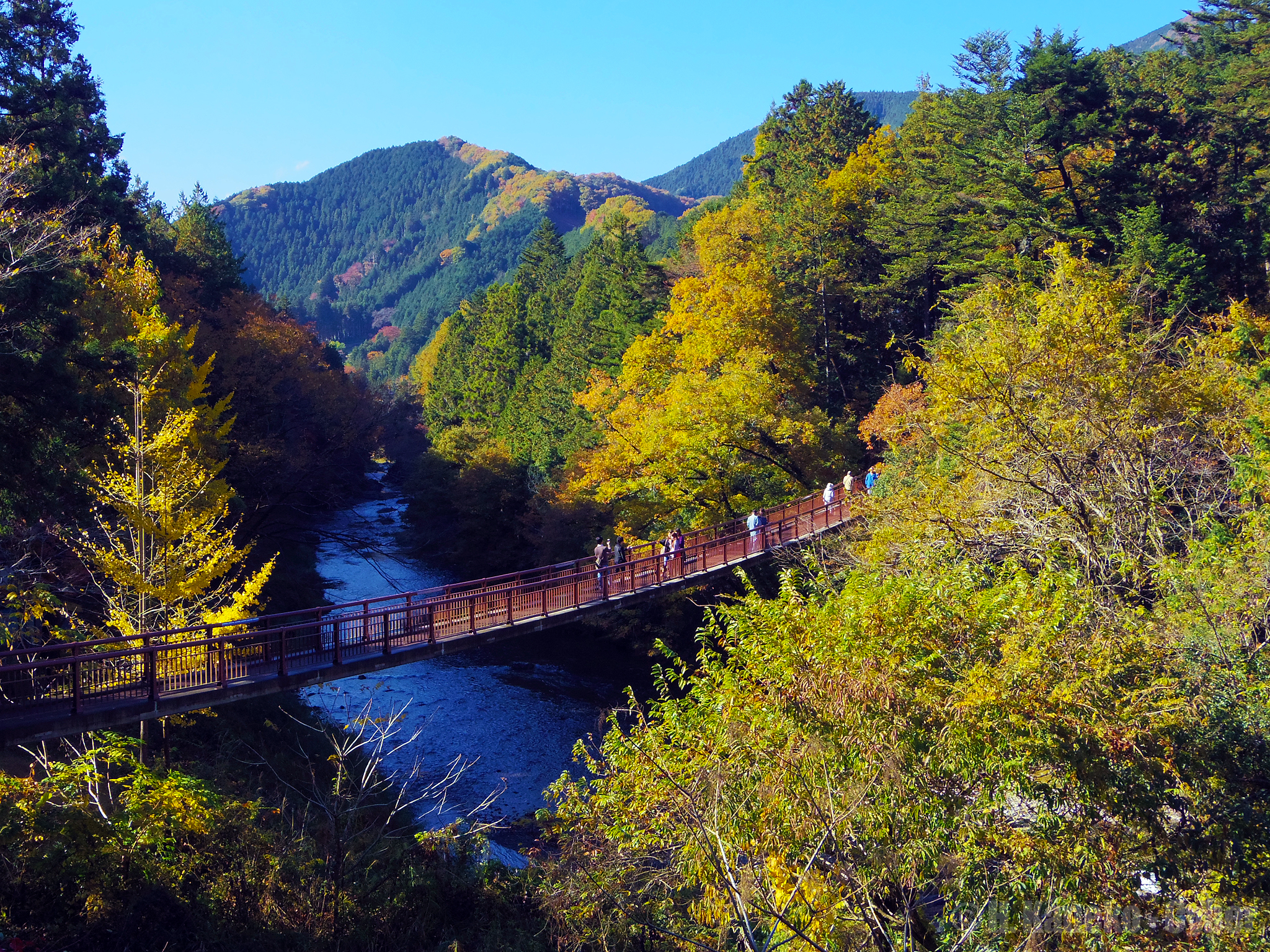
秋川渓谷／少女まんが館は、この渓谷の東部近傍に所在する。流れる川は秋川（多摩川水系）。

少女まんが館（しょうじょまんがかん）は、東京都あきる野市網代にある少女漫画専門の私設図書館。略称は女ま館（じょまかん）。2021年5月時点で、約6万冊強の蔵書を収める。

## 概要
事業主および館主は中野純・大井夏代夫妻。
少女漫画の永久保存を目的とした私設図書館で、数万冊の少女漫画関連書籍（雑誌、単行本、その他書籍）、雑誌付録、そのほか関連品を所蔵する。マイクロ・ライブラリーとしてはテーマ目的志向型に分類される。
旧所在地および現在所在地は、都心から遠く離れた東京都西部の山間部に位置する。現在所在地は近場に多摩川水系の秋川渓谷（cf. 秋川）がある。
毎年行われる東京国際アニメフェアには少女まんが館の蔵書を貸し出している。また、少女漫画愛好者の交流を図っており、少女漫画作品をテーマとしてファンが語り合う不定期イベント「小さな茶話会」を開催。また館主には、来館者のためにゲストハウスなどの施設を設けて宿泊できるようにしたいとの展望がある。

## 歴史
1995年（平成7年）、文筆家の中野純が「少女まんが図書館」を構想し、パソコン通信で発信を始める。
1997年（平成9年）、東京都西多摩郡日の出町にて、中野純・大井夏代夫妻が私設図書館「少女まんが館」を開館する。
2002年（平成14年）8月、施設の一般開放を始める。6畳一間を閲覧室として開放した。
2009年（平成21年）、現所在地である東京都あきる野市網代へ少女まんが館を移転。
2014年（平成26年）3月26日、館主・大井夏代の自著『あこがれの、少女まんが家に会いにいく。』が刊行される。
2015年（平成27年）8月19日、東京から移住した志村夫妻によって三重県多気町丹生に姉妹館「少女まんが館 TAKI 1735」が開館。少女まんが館からの寄贈分を主としたおよそ5,500冊の蔵書がある。
2018年（平成30年）、佐賀県唐津市に「唐津ゲストハウス 少女まんが館Saga」が誕生し、姉妹館として連携している。同年、NHK『美の壺』File.451「心ときめく 少女漫画」2018年9月30日放送回（BSプレミアムは同年7月27日）で少女まんが館が取り上げられる。

## 蔵書の変遷
開館当初は中野純の所蔵する少女漫画関連書籍およそ500冊から始まったが、全国各地の愛蔵家などから寄贈が続き、
- 1998年（平成10年） - 10,000冊を超える。
- 2008年（平成20年） - 少女漫画関連書籍 所蔵数30,000冊以上[3]。
- 2013年（平成25年） - 秋時点でおよそ55,000冊[15]
- 2018年（平成30年） - 少女漫画関連書籍 所蔵数およそ60,000冊。

## 利用案内
- 開館日：4月 - 10月の毎土曜日など（冬季休館：11月 - 3月）[6][5]
- 開館時間：13時 - 18時[6][5]
- 貸出：不可[4]
- 閲覧：無料[4]

## 姉妹館
- 少女まんが館 TAKI 1735（三重県多気町）
- 唐津ゲストハウス 少女まんが館Saga（佐賀県唐津市）